# Baboi Leten
Baboi Leten (Baboe Leten, Boboe Leten, „Ober-Baboi“) ist ein osttimoresischer Suco im Verwaltungsamt Atsabe (Gemeinde Ermera).

## Geographie

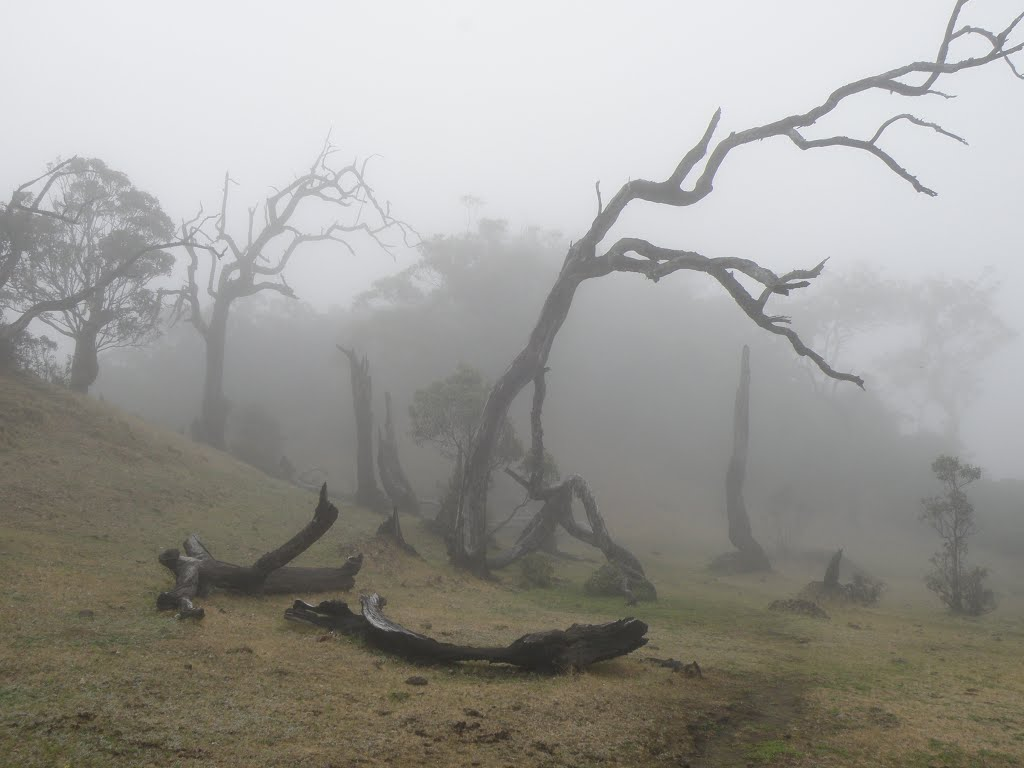
Wald unterhalb des Gipfels des Tatamailau

Vor der Gebietsreform 2015 hatte Baboi Leten eine Fläche von 32,15 km². Nun sind es 32,00 km². Der Suco liegt im Nordosten des Verwaltungsamts Atsabe. Südlich liegt der Suco Baboi Craic und westlich der Suco Leimea Leten. Im Norden grenzt Baboi Leten an das Verwaltungsamt Letefoho mit seinen Sucos Catrai Caraic und Lauana. Im Osten befinden sich die zur Gemeinde Ainaro gehörenden Verwaltungsämter Hatu-Builico mit dem Suco Nuno-Mogue und Ainaro mit dem Suco Manutaci. An der Grenze zu Catrai Caraic entspringt der Fluss Coulala, der dann dem Grenzverlauf nach Westen folgt, bis er sich mit dem in Baboi Leten entspringenden Fluss Slau zum Magapu vereinigt. Dieser durchquert den Suco, wo er den westlichen Teil der Grenze zu Baboi Craic folgt. Er gehört zum System des Lóis. Im Suco liegt der Gipfel des Tatamailau (2963 m), Osttimors höchstem Berg, und der Doramelau (2,857 m), sein Nebengipfel. Der Aufstieg zum Tatamailau erfolgt aber vom benachbarten Nuno-Mogue aus.
Den Westen von Baboi Craic durchquert die Überlandstraße, die vom Ort Atsabe nach Bobonaro im Süden führt. An ihr liegt der Ort Raelau. Östlich davon befinden sich die Dörfer Liabe und Coilequi (Koileki) und im Westen des Sucos der Ort Ilat. In Ilat gibt es eine Grundschule, die Escola Primaria No. 174 Baboe Leten.
Im Suco befinden sich die vier Aldeias Coilequi, Ilat, Liabe und Raelau.

## Einwohner

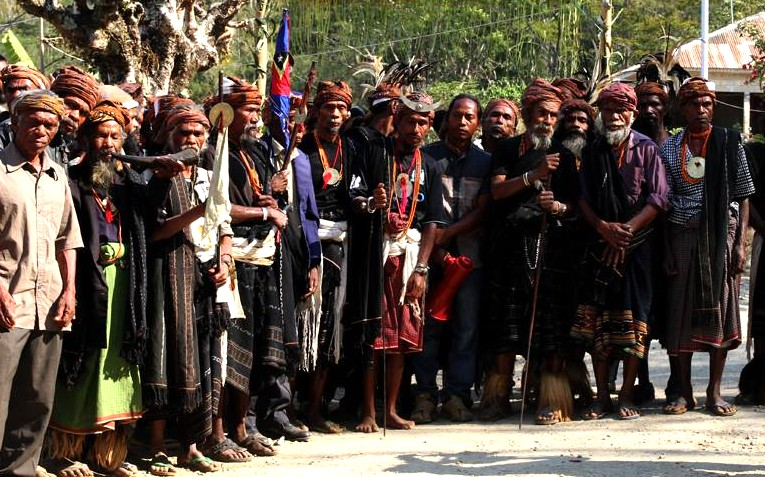
Würdenträger von Baboi Leten (2015)

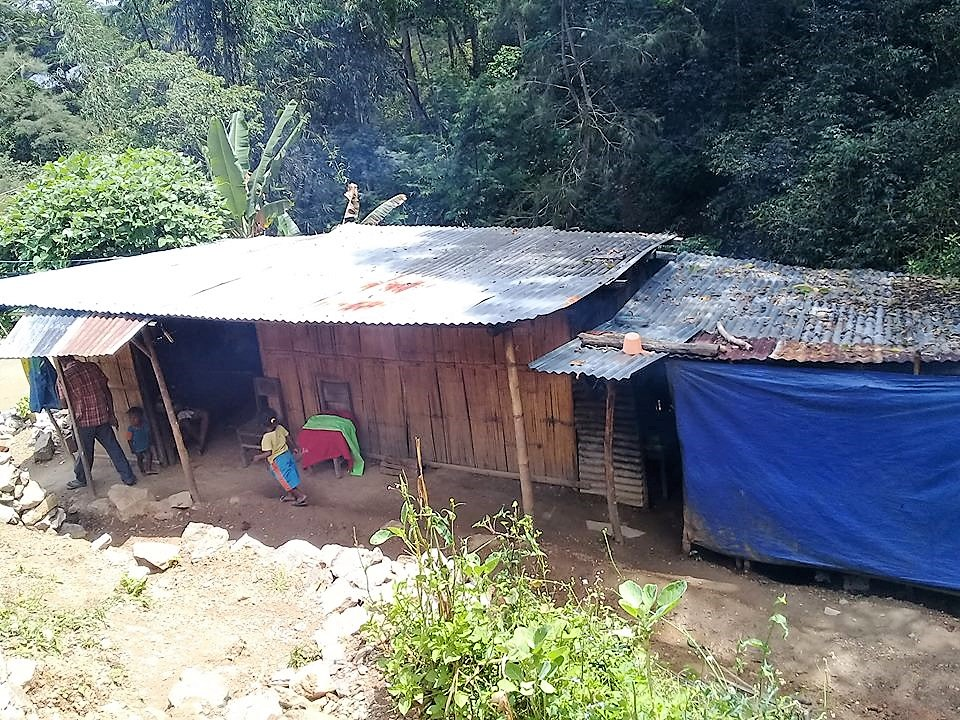
Wohnhaus in Baboi Leten

Im Suco leben 1.535 Einwohner (2022), davon sind 795 Männer und 740 Frauen. Im Suco gibt es 283 Haushalte. Über 81 % der Einwohner geben Kemak als ihre Muttersprache an. Über 15 % sprechen Mambai, fast 3 % Tetum Prasa und eine Minderheit Bunak.

## Geschichte
Am Tag des Unabhängigkeitsreferendums in Osttimor am 30. August 1999 griffen in Baboi Leten pro-indonesische Milizen mit Feuerwaffen und Steinen ein Wahllokal an und töteten zwei einheimische UNAMET-Mitarbeiter. Ein dritter entkam. Die anwesenden indonesischen Soldaten griffen nicht zum Schutz des Wahllokals ein.

## Politik
Bei den Wahlen von 2004/2005 wurde Geraldo da Silva Gomes zum Chefe de Suco gewählt und 2009 und 2016 in seinem Amt bestätigt.